# Velika Goba
Velika Goba – wieś w Słowenii, w gminie Litija. W 2018 roku liczyła 31 mieszkańców.